# Gaëtan Blouin
Gaëtan Blouin (né le 4 janvier 1974 à Arras) est un athlète français, spécialiste des épreuves combinées.

## Biographie
Il est sacré champion de France du décathlon en 1998 et 2004.
Il remporte le titre par équipes lors de la coupe d'Europe des épreuves combinées en 2000 et 2001.